# Bidessonotus otrerus
Bidessonotus otrerus är en skalbaggsart som beskrevs av Young 1990. Bidessonotus otrerus ingår i släktet Bidessonotus och familjen dykare. Inga underarter finns listade i Catalogue of Life.